# Francis Penrose
Francis Cranmer Penrose (29 ottobre 1817 – 15 febbraio 1903) è stato un architetto britannico, oltre che archeologo e astronomo.
Assunse un ruolo di notevole durante gli scavi del Partenone e del Tempio di Zeus Olimpo ad Atene verso la fine del 1800, mentre nel 1878 contribuì alla scoperta delle antiche fondamenta della cattedrale di Saint Paul di Londra.